# Irma Franco
Irma Franco Pineda (Bogotá, 4 de julio de 1957-Bogotá, 7 de noviembre de 1985) fue una abogada y guerrillera colombiana. Miembro del Movimiento 19 de abril (M-19).

## Biografía
Tenía 8 hermanos: Jorge Eliécer, Mercedes, Elizabeth, Fideligna, Lucrecia, Pedro Herminzul, María del Socorro y María Eufemia.
Según su familia, tenía gusto por los animales. Estudió en el Liceo Gabriela Mistral, en un colegio perteneciente a la Caja de Compensación Familiar (Cafam) y la Universidad Libre. Siempre estuvo becada por obtener mejor promedio en puntajes que sus otros compañeros de clases, por lo que fue eximida de varios exámenes. Se graduó de bachiller a los 19 años, en 1976. Era abogada de la Universidad Libre.

## Militancia en el M-19
Irma le dijo a su familia que tenía un proyecto de vida “basado en el amor por los más necesitados". Esta sensibilidad la transformó en su opción militante dentro de las filas del Movimiento 19 de Abril (M-19), convencida de que era el espacio de desarrollo de sus capacidades en ese momento de su vida.

## Toma del Palacio de Justicia y desaparición
A las 11:30 de la mañana (UTC-5), del 6 de noviembre de 1985, un grupo de 40 guerrilleros del M-19 ingresaron al Palacio de Justicia fuertemente armados y vestidos de civil, para realizar la denominada Operación Antonio Nariño por los Derechos del hombre, que pretendía organizar un juicio político al presidente Belisario Betancur. Poco después, según testigos, empezaron a decir consignas y hacer disparos de Revólver hacia el techo de la edificación. Un camión entró a la fuerza al estacionamiento en el sótano del edificio, seguido por otros dos vehículos que cargaban a varios guerrilleros del M-19 con camuflaje similar al del Ejército Nacional y rifles. Los primeros en morir fueron los vigilantes Eulogio Blanco y Gerardo Díaz Arbeláez. Durante el ingreso de los subversivos, un agente de la Policía Nacional resultó herido. En media hora, los guerrilleros ya tenían el control del edificio. Afuera, llegaban los refuerzos del Ejército, la Policía y otras organizaciones de la Fuerza Pública de Colombia, para realizar la retoma del edificio, causando muertes de los civiles en el enfrentamiento. Al día siguiente, 7 de noviembre, ya se había recuperado al Palacio de Justicia, y varios de los guerrilleros y rehenes sobrevivientes fueron desaparecidos.
Irma salió viva, junto a su compañera Clara Helena Enciso, camufladas entre un grupo de rehenes que habían sido liberados. Mientras salían, un militar identificó a Irma al decir "Arresten a esa", según el testimonio de Clara. Clara, al ver el arresto de Irma, se desmayó. Irma falleció el 7 de noviembre de 1985, a causa de desaparición forzada.  Según testimonios, Irma Franco fue llevada a la Casa del Florero para ser identificada. Luego conducida en una camioneta color marrón, acomodada para interrogatorios, al parecer, a la Escuela de Caballería. Según testigos, Irma confesó que era guerrillera y que había participado en la toma del palacio. En la Casa del Florero, Franco fue llevada al segundo piso donde la retuvieron hasta las 8:30 p. m. (UTC-5). Después fue llevada a las instalaciones del Comando Operativo de Inteligencia y Contrainteligencia (COICI), a cargo del coronel Iván Ramírez Quintero, en el barrio San Cristóbal. Franco fue torturada e interrogada dentro de una van de color café. Al final de la sesión se presume que la mataron o murió. El cuerpo de Franco fue enterrado en los polígonos del batallón Charry Solano. Según un testigo no identificado, los responsables de la muerte de Franco fueron un sargento de apellidos Garzón Garzón, el capitán Camilo Pulecio Tovar, el teniente Germán Medina Lobo y los sargentos Gustavo Serrato y Gustavo Arévalo, los cuales habrían sido condecorados por dichas acciones el 8 de noviembre de 1985. En 1995 fue condenada la Nación a pagarle 50 millones de pesos de la época a sus familiares por su desaparición.
En los años 2000, un sargento le dijo a una periodista que miembros de la inteligencia la “torturaron, asesinaron y la fueron a sepultar a algún lugar”. El Coronel retirado Alfonso Plazas Vega aceptó que Irma Franco había sido desaparecida por miembros del Ejército Nacional. Sus familiares declararon que Caracol noticias había usado una entrevista para defender a Plazas Vega.